# تامارون
بلدية تامارون (بالإسبانية: Tamarón)‏, هي إحدى بلديات مقاطعة برغش, التي تقع في منطقة قشتالة وليون, والتي تقع في شمال غرب إسبانيا.
يبلغ عدد سكانها 51 نسمة وفقاً لإحصائية سنة (2002).